# Удомля
Удомля (на руски: Удомля) е град в Русия, административен център на Удомелски район, Тверска област. Населението на града към 1 януари 2018 година е 28 119 души.